# Skibinge
Skibinge er en by på Sydsjælland med 353 indbyggere  (2024), beliggende 2 km syd for Præstø, 7 km nord for Mern og 14 km nordøst for Vordingborg. Byen hører til Vordingborg Kommune og ligger i Region Sjælland. Skibinge lå før 1970 i Bårse herred, Præstø amt og 1970-2006 i Storstrøms Amt.
Skibinge hører til Skibinge Sogn, og Skibinge Kirke ligger i byen. I 2011 blev der fundet kalkmalerier fra 1570'erne i kirken. Skibinge og Præstø sogne udgør ét pastorat.

## Historie
I 1898 beskrives Skibinge således: "Skibbinge (gml. Form Skibinge, Schibinge), ved Landevejen, med Kirke (noget V. for Byen) og Skole;" Kirken ligger ½ km uden for byen. Det høje målebordsblad viser desuden en smedje og bruger den gamle stavemåde Skibinge, som igen er blevet den officielle, selvom det lave målebordsblad bruger stavemåden Skibbinge.

### Jernbanen
Skibinge fik et trinbræt med sidespor på Næstved-Præstø-Mern Banen (1913-61). Trinbrættet lå ½ km vest for byen og var forsynet med et lukket læskur af træ.